# 久留米市の歌
「久留米市の歌」（くるめしのうた）は福岡県久留米市の市歌である。以下の2曲が存在する。
1. 1951年（昭和26年）制定。本項で解説。
2. 2005年（平成17年）制定。「ふるさとのささやき 〜新久留米市の歌〜」を参照[1]。

上記2曲は代替わりの関係ではなく、現在においても並立している。本項では1.について解説し、2.についての解説は個別の項目に譲るものとする。

## 解説
1950年（昭和25年）のNHK福岡放送局開局20周年記念事業として、同局が西日本新聞社および久留米市、福岡市、大牟田市と合同で3市の市歌を選定し、各市に寄贈することを発表した。この時点では福岡市と大牟田市が戦前から市歌を制定していたが両市とも終戦を経て占領下で演奏実態が消失しており、久留米市では市歌を制定していなかった。
最終審査は翌1951年（昭和26年）1月25日に福岡市の岩田屋本店で行われ、3曲のうち「久留米市の歌」では秋田県在住で2年前に発表された東京消防庁の庁歌「東京消防歌」（作曲：古関裕而）で入選実績のある花岡俊躬の応募作が採用された。また、作曲には父の團伊能が九州朝日放送の会長で妹がブリヂストン創業者石橋正二郎の次男石橋幹一郎に嫁ぐなど久留米に縁が深く、後に合唱曲『筑後川』を作曲した團伊玖磨が指名された。編曲は、久留米で医業のかたわら音楽家としても活躍した本間四郎が行っている。この時に選定された「久留米市の歌」は、NHKラジオのローカル放送で「福岡市の歌」「大牟田市の歌」と合わせて19時20分から30分の時間帯に演奏して市民への周知が図られた。
こうした制定経緯は1996年（平成8年）刊の『久留米市史』第11巻において紹介されているが、久留米市役所では西日本新聞（前述の通り、制定当事者の一員であった）の取材に対し「資料が残っておらず不明」と回答している。

### 合併後の扱い
久留米市は平成の大合併において久留米市は浮羽郡田主丸町、三井郡北野町、三潴郡城島町および三潴町の3郡4町を編入合併したが、久留米広域合併協議会に参加した1市4町で公的な自治体歌を制定していたのは久留米市のみであり他の4町は後述する音頭や小唄の選定に留まっていた。新設合併方式でなく地方公共団体としての法人格がそのまま継続する編入合併方式のため、合併協議会で特に取り決めを行わない場合は「久留米市の歌」が合併後もそのまま市歌として存続する見込みであったが、議論の結果、従来の「久留米市の歌」を存続させる一方で新市歌を別に制定し、2曲を並立させることになった。新旧2曲の市歌が併存するのは全国的にも珍しいとされ、中核市では他に郡山市、金沢市、長崎市などが該当する。
市では「市表彰式や各種セレモニーで流される」としており、合併に伴う「新久留米市の歌」制定後に頻度は少なくなったが、市役所庁舎内でも演奏されることがある。レコード音源は、福岡市のシンガー・レコードが製造した『筑後川』LP盤（規格品番：LRs-274）のB面でトラック1に収録された久留米音響合唱団の歌唱によるものがある。

## 久留米市に合併した町の町歌
久留米市に合併した各町の歌は下記のとおりである。このうち2005年に合併した4町の歌は、地域の歌として従来どおり活用していくということで存続した。
筑邦町
『筑邦町音頭』（脇太一：作詞、熊川弘：作曲）
田主丸町
『田主丸町音頭』
北野町
『北野音頭』
『コスモス音頭』
『北野よかとこ節』
『夢の町北野音頭』
三潴町
『三潴音頭』
城島町
『城島町音頭』（蒲池正道：作詞、内田詠二：作曲）
『城島音頭』（森山伝：作詞）
『城島慕情』（森崎繁美：作詞、久保和昭：作曲）
『城島夢綴り』（小椋佳：作詞・作曲・歌唱、大森敏之：編曲）